# سناء السرغلي
سناء سمير حسين عبد الله السرغلي (من مواليد 2 فبراير 1987) هي أول امرأة فلسطينية حاصلة على درجة الدكتوراه في القانون الدستوري في دولة فلسطين، وهي باحثة فلسطينية في مجال القانون والدستور، وأستاذة القانون الدستوري في كلية القانون بجامعة النجاح الوطنية، ومؤسسة ومديرة مركز الدراسات الدستورية في جامعة النجاح، تشغل منصب كرسي اليونسكو للديمقراطية وحقوق الإنسان والسلام، وهي أول فلسطينية في لجنة صياغة الدستور الفلسطيني حيثُ تم تعيينها من قبل المجلس الوطني الفلسطيني في منظمة التحرير الفلسطينية.

## نشأتها وتحصليها العلمي
ولدت سناء سمير حسين عبد الله السرغلي في مدينة طولكرم بتاريخ 2 فبراير من عام 1987، جدتها لأمها مهاجرة يهودية من بولندا تزوجت من جدها الفلسطيني عام 1937 في القدس ، وبعد زواجهما اعتنقت جدتها الإسلام وعاشت في طولكرم. أنهت سناء تعليمها الثانوي في مدرسة بنات العدوية الثانوية بالمدينة. وفي عام 2005 التحقت في جامعة النجاح الوطنية بمدينة نابلس لتتخرج منها عام 2009 حاصلة على شهادة الحقوق. وفي العام ذاته (2009) التحقت بجامعة دورهام في كلية الدراسات العليا، لتتخرج عام 2010 حاصلة بذلك على شهادة الماجستير في القانون، وفي عام 2011 التحقت في جامعة لانكستر لإكمال دراسة الدكتوراه في القانون الدستوري، لتكون بذلك أول فلسطينية تحصل على شهادة الدكتوراه في القانون الدستوري، ولتكون بذلك أيضًا أول فلسطينية وعربية تمنح جائزة التميز من جامعة بريطانية.

## أعمالها المنشورة
- Sanaa alsarghali  google scholar
- فلسطين ودولة الاستثناء.
- حالة الاستثناء في منطقة الشرق الأوسط وشمال إفريقيا.
- تقرير فلسطين 2019.
- الطائفية والهوية الدستورية.
- الدستور الذي نرغب فيه؟ وجهة نظر المرأة - من منظور نسائي.
- الدولة والديمقراطية وحقوق المرأة في فلسطين: نفس الوسائل لنفس الغاية؟.
- فلسطين وحالة الاستثناء: حل أم حاجة لابد منها؟ (Palestine and the State of Exception).